# Камені вічності (Marvel Comics)
Самоцвіти вічності (англ. Infinity Gems), іноді Самоцвіти душі (англ. Soul Gems) або Камені Вічності (англ. Infinity Stones) — шість самоцвітів величезної сили, описані в коміксах видавництва Marvel Comics. Той, хто володіє всіма шістьма самоцвітами та використовує їх одночасно — наприклад, з допомогою Рукавички Вічності — стає, буквально, всемогутнім і всезнаючим. У деяких сюжетних лініях і кросоверах з'являється сьомий самоцвіт, крім початкових шести.

## Історія публікацій

Самоцвіти Вічності з коміксів.

Самоцвіти Душі вперше з'явився в коміксі "The Power of Warlock. Усі шість самоцвітів з'являються у другій сюжетній лінії «Війни Таноса», у щорічному виданні Avengers і Marvel Two-In-One. У цій історії Танос, використовуючи приховану силу самоцвітів, наповнює енергією гігантський самоцвіт, щоб знищити всі зірки у Всесвіті.
У третьому випуску коміксу Срібний Серфер головний герой згадує самоцвіти, як «Самоцвіти Космосу» (англ. Cosmic Gems). Самоцвіти Вічності були зібрані Старійшинами Всесвіту, які задумали з'єднати силу всіх самоцвітів, щоб висмоктати життєву силу Ґалактуса, а потім самим створити Всесвіт заново. Старійшини є найстарішими істотами у Всесвіті, вони жили у Всесвіті, який існував до народження поточного Всесвіту Марвел. Але Срібний Серфер і кілька Старійшин перешкоджають виконанню плану і самоцвіти губляться в чорній дірі, в той час, як Ґалактус поглинає інших Старійшин.
У подальшій історії показано, що Старшина не змогла увійти у світ смерті через попередні підступи Ґрандмастера, і тому Ґалактус виявляється отруєний зсередини старійшинами, яких поглинув. Срібний Серфер, Містер Фантастік і Невидима леді вирушають у чорну діру, щоб знайти самоцвіти. Невидима леді стає одержимою Самоцвітом Душі, який наділений свідомістю, і її зла друга особистість, Меліс, пробуджується. Пізніше її вдалося приборкати, самоцвіти були повернуті успішно витягнутим Старійшинам, а Ґалактус тим самим був врятований. Згодом, самоцвіти потрапляють в руки Старшині, перед початком їх самої знаменитої історії.
В обмеженій серії коміксів Thanos Quest вперше згадує всі самоцвіти як «Самоцвіти Вічності». Він методично підпорядковує своїй волі Старійшин, одного за іншим, збираючи всі шість каменів. Як тільки Танос досягає мети, він встановлює їх в золоту рукавичку (ліва рукавичка його обладунків), яку він називає Рукавичкою Вічності. У цій історії розкривається походження каменів. Танос пояснює Бігунові, одному зі Старійшин Всесвіту, що ці самоцвіти насправді останки істоти, яка колись жила і чия сила була близька до абсолютної, але вона була дуже самотньою (згодом нею виявляється Nemesis). Не в змозі винести вічної самотности, Немезіс, зрештою здійснює самогубство. Однак частинки його істоти залишаються і стають Каменями Вічності.

## Опис
Кожен самоцвіт виглядає як маленький, гладкий овал, і відомий по відповідним силам. Кожен представляє одне з властивостей буття і володіння одним єдиним самоцвітом у теорії дає здатність керувати аспектом буття, який представляє самоцвіт. Самоцвіти можна знищити, але одного разу це зробив Капітан Америка. Двічі траплялося, що один або кілька самоцвітів з'являлися, як темно-рожеві сфери діаметром близько 1.8 метра. В інші рази самоцвіти з'являлися в звичному розмірі, але в іншому забарвленні (наприклад, Самоцвіт Душі був червоного кольору, коли ним володів Гарднер). В Ультравсесвіті, самоцвіти, злилися в істоту Немезида, були знову розділені після масштабної битви Ультрасили і Месників. Самоцвіти Простору, Сили, Душі і Розуму також можуть перетворюватися в людиноподібних істот. Невідомо яким чином з'являються і зникають ці істоти.
- Самоцвіт Душі: Можливо найнебезпечніший з усіх, цей самоцвіт володіє розумом і відчуває голод втамувати який можуть тільки душі. Він дозволяє своєму власнику викрадати, підпорядковувати і змінювати душі живих або мертвих. Адам Ворлок був єдиним зберігачем цього самоцвіту протягом багатьох років і відчував відповідальність за всі ті душі, які він сам забрав. Як не дивно, самоцвіт є брамою в ідилічний кишеньковий всесвіт.
- Самоцвіт Сили: Самоцвіт має доступ до всієї сили і енергії, яка коли-небудь існувала, або існує у майбутньому, живить інші самоцвіти і підсилює їх ефекти. Самоцвіт дозволяє власнику дублювати практично будь-яку фізичну надлюдську здатність і ставати невразливим, а тому і непереможним, використовуючи лише одну суцільну силу.
- Самоцвіт Часу: Самоцвіт дає своєму власнику повну владу над часом. З його допомогою стають доступними або видимими минуле, сьогодення і майбутнє. Досконало володіючи самоцвітом можна використовувати його силу як зброю, заманюючи в пастку ворогів або навіть цілі світи в нескінченні петлі часу. Самоцвіт також може змусити об'єкти і істот фізично повертатися до юного віку або старіти.
- Самоцвіт Простору: Самоцвіт дозволяє своєму власникові існувати в будь-якому навколишньому просторі, будь то космос або підводні глибини; переміщати об'єкти, себе та інших істот у будь-який куточок всесвіту.
- Самоцвіт Реальності: Самоцвіт дозволяє своєму власникові здійснювати будь-які бажання, навіть якщо ці бажання суперечать науковим законам. Якщо необережно його використовувати, самоцвіт може призвести до лиха. Торкаючись кордон реальності, він викликає катастрофічні пошкодження, які можуть бути ізольовані тільки силою Самоцвіту Простору, Самоцвіту Душі і Самоцвіту Сили.
- Самоцвіт Розуму: Самоцвіт дозволяє збільшувати силу свідомости власника і отримувати доступ до думок і снів інших істот. Підтримуваний Самоцвітом Сили, з його допомогою можливо отримати доступ одночасно до всіх існуючих розумів. Самоцвіт також може випускати внутрішніх демонів, ким би вони не були, з інших всесвітів, і заганяти їх назад.
- Самоцвіт Еґо: Сьомий самоцвіт містить свідомість Немезіди, і зливаючись з іншими самоцвітами перетворюється в космічне створіння, невід'ємною частиною якого одного разу були всі ці самоцвіти. Самоцвіт також дозволяє керувати енергією вимірів. На відміну від всіх інших самоцвітів, цей був знайдений в Ультравсесвіті, коли Локі спробував вкрасти інші самоцвіти у їх власників. Самоцвіт дає своєму власникові владу над вимірами і навіть над Виміром Х.

## Поява в інших медіа

### Кіновсесвіт Marvel
Під час міжнародного фестивалю San Diego Comic-Con в 2010 році, представники видавництва Marvel продемонстрували Рукавичку Нескінченності. Рукавичка Нескінченності з'явилася на короткий час у фільмі «Тор», вона була в сховищі артефактів Одіна. Однак у фільмі «Тор: Раґнарок» з'ясувалося, що це підробка, в той час як справжня Рукавичка знаходиться у Таноса.
У фільмі «Месники: Війна Нескінченності» відкривається, що рукавичку Таносу викував Ейтрі на Нідавеллірі. Проєкція всіх каменів Нескінченності з'являється в сховище Колекціонера у фільмі «Вартові Галактики». У фільмі «Месники: Ера Альтрона» в баченні Тора можна побачити всі камені, що з'явилися в кіновсесвіті на той момент. Вперше всі разом камені з'являються у фільмі «Месники: Війна Нескінченности».
- У листопаді інтерв'ю 2013 року, продюсер Кевін Файгі підтвердив, що Тесеракт, вперше продемонстрований в сцені після титрів фільму «Тор» і пізніше з'явився у фільмах «Перший Месник» і «Месники», це Камінь Нескінченності (а саме — Камінь Простору)[11]. Спочатку камінь знаходився в Асгарді, де його помістили в куб, який стримував його некеровану силу, потім його відправили на Землю на зберігання в церкву в селі Тенсберг, в Норвегії. У фільмі «Перший Месник» в 1942 році Йоганн Шмідт вирушив в експедицію на пошуки Тесеракта, щоб використовувати його на благо розвивається імперії ГІДРА. В кінці фільму «Перший месник» під час фінальної сутички між Стівом Роджерсом і Іоганном Шмідтом, останній торкається Тесеракта, і той його переміщує. У фільмі «Месники: Війна Нескінченності» з'ясовується що Йоганна Шмідта телепортувало на Вормір і він стає охоронцем і зберігачем Каменю душі.
- У фільмі «Месники» Тесеракт зберігається у ЩИТ, але на початку фільму був викрадений Локі, пізніше він був використаний для відкриття порталу, через який в Нью-Йорк вторглася армія Читаури. У підсумку портал був закритий Чорною вдовою за допомогою скіпетра Локі (у якому, як виявилося пізніше, знаходився Камінь розуму), а сам Тесеракт Тор забрав в Асґард. Тесеракт з'явився у фільмі «Тор: Раґнарок», де його забрав Локі перед знищенням Асгарда Суртуром. У фільмі «Месники: Війна Нескінченності» Танос нападає на корабель асгардійців, отримує Тесеракт і витягує звідти Камінь Простору. Після цього він кілька разів використовує його для телепортації.
- У фільмі «Месники: Ера Альтрона» було сказано, що в Скіпетр, використаному Локі у фільмі «Месники», знаходився Камінь Розуму. Локі використовував його для підпорядкування розуму людей, зокрема Еріка Селвіга і Клінта Бартона. Після розпаду ЩИТа він опинився у барона Штрукера і був використаний для наділення силою близнюків П'єтро і Ванди Максимофф, пізніше Альтрон з його допомогою створив Віжена, на чолі якого він і залишився. У фільмі «Месники: Війна Нескінченності» Віжена привозять у Ваканду, де Шурі намагалася безпечно витягти камінь, але агресія Чорного Ордену завадила цьому. Потім, після появи Таноса з усіма іншими каменями, Ванда знищує камінь, вбиваючи Віжена. Але Танос перемотує час за допомогою Каменю Часу, відновлюючи Віжена разом з каменем, і видирає камінь з чола робота.
- Також було оголошено, що Ефір, представлений у фільмі «Тор 2: Царство темряви», є Каменем Реальності. В кінці фільму Ефір віддають на зберігання Колекціонеру, тому що в Асгарді знаходиться Тесеракт, а зберігати два каменя Нескінченності в одному місці нерозумно.[12][13] У фільмі «Месники: Війна Нескінченності» Вартові Галактики летять на Забуття в цілях захистити камінь, але потрапляють під ілюзію, створену Таносом, який заволодів Каменем реальності і чекав на них, якому потрібна була Гамора для того, щоб знайти Камінь Душі. Пізніше Танос з допомогою каменю показує Стренджу бачення Титану до катастрофи, викликаної перенаселенням, після чого активно використовує камінь у битвах на Титані і у Ваканді.
- У фільмі «Вартові Галактики» Камінь Сили знаходиться всередині сфери, яку вкрав Пітер Квілл. Вартові Галактики намагаються продати сферу Колекціонеру, але коли його служниця доторкається до сфери, відбувається потужний викид сили, і Вартові йдуть, забравши камінь. Ронан Обвинувач недовго використовує камінь до тих пір, поки Вартових Галактики не вдається обманом позбавити його каменю і знищити лиходія з його допомогою. Після всього вони передають камінь на зберігання Корпусу Нова. Режисер фільму Джеймс Ганн написав передісторію для Каменів Нескінченності, показану в момент, коли Колекціонер стверджує, що шість Каменів Нескінченності є останками шести сингулярностей, що існували до Великого вибуху. Зі створенням всесвіту вони «спресувалися» в Камені Нескінченности.[14]
- На початку фільму «Месники: Війна Нескінченності» показано, що Танос вже заволодів Каменем Сили, з допомогою якого він знищив корабель асгардійців. Як саме Танос заволодів каменем, показано не було, але Тор у розмові з Правоохоронцями Галактики згадав про його напад на Корпус Нова на Ксандері.
- У фільмі «Доктор Стрендж» 2016 року з'явився артефакт під назвою Око Аґамотто, який виявився Каменем Часу.[15] З його допомогою Доктор Стрендж створив тимчасову петлю, щоб домовитися з демоном Дормамму. У фільмі «Месники: Війна Нескінченності» Чорний Орден і сам Танос безуспішно намагалися забрати камінь у Стренджа, на боці якого були Залізна людина, Людина-павук і Вартові Галактики. Також за допомогою каменю Стрендж заглянув у майбутнє і сказав, що є тільки один варіант благополучного завершення подій. У підсумку Стрендж добровільно віддає камінь Таносу, щоб врятувати життя Старку. Танос використовує Камінь Часу для відновлення знищеного Вандою Каменю Розуму.
- Камінь Душі з'являється у фільмі «Месники: Війна Нескінченності», де було показано, що він перебував на планеті Вормір під охороною Червоного Черепа, який перемістився туди за допомогою Тесеракту у фільмі «Перший Месник». Дуже давно його знайшла Ґамора, але приховала це від Таноса. Погрожуючи вбити Небулу, Танос випитує у Ґамори його місцезнаходження і, прибувши туди, дізнається, що отримати камінь може лише той, хто пожертвує тим, кого любить. Зі сльозами він вбиває Гамору, після чого отримує камінь.

| Назва             | Колір        | Артефакт     | Перша поява                     | Відомі місцезнаходження                          | Відомі власники                                                     |
| ----------------- | ------------ | ------------ | ------------------------------- | ------------------------------------------------ | ------------------------------------------------------------------- |
| Камінь Простору   | Блакитний    | Тесеракт     | «Тор»                           | Тенсберг (Норвегія), База Щ.И.Т., Асґард         | Одін, Червоний Череп, Щ.И.Т, Локі, Тор, Геймдаль, Танос             |
| Камінь Розуму     | Жовтий       | Скіпетр      | «Месники»                       | Світ Чітаурі, Соковія                            | Читаурі, Локі, Щ.И.Т, Барон Штрукер, Альтрон, Віжен, Танос          |
| Камінь Реальності | Червоний     | Ефір         | «Тор: Царство темряви»          | Лондон, Асґард, Забуття                          | Малекіт, Бер, Джейн Фостер, Колекціонер, Танос                      |
| Камінь Сили       | Фіолетовий   | Сфера        | «Вартові Галактики»             | Мораг, Ксандар                                   | Пітер Квілл, Вартові Галактики, Ронан Обвинувач, Корпус Нова, Танос |
| Камінь Часу       | Зелений      | Око Аґамотто | «Доктор Стрендж»                | Камар Тадж (Непал), Санктум Санкторум (Нью-Йорк) | Прадавня, Доктор Стрендж, Танос                                     |
| Камінь Душі       | Помаранчевий | Душа         | «Месники: Війна Нескінченности» | Вормір                                           | Червоний Череп, Танос                                               |

### Телебачення
- Рукавичка Нескінченности з'являється в The Super Hero Squad Show. Спроба створити і використовувати Рукавичку Нескінченности є основною темою багатьох серій першої половини другого сезону. В даному шоу вони називаються «Самоцвіти Вічности», але іноді звуться і Камінням Вічности. Протягом другого сезону Танос знаходиться в пошуках самоцвітівпо всій всесвіту. Зібравши всі шість, Танос з Рукавичкою Нескінченности викликає на бій команду супергероїв, але Темний Серфер краде її і потім використовує разом з Мечем Нескінченности. В кінці серії обидва артефакти розбивають на Фрактали Нескінченности і розвіюють по всій всесвіту.
- У мультсеріалі «Месники. Найбільші герої Землі» з'являється самоцвіт душі у лобі Адама Ворлока, коли він прибуває разом зі Стражами Галактики на Землю за Майклом Корваком. Коли Оса запитує, чому ви раптом заговорили на нашій мові, Квазар відповідає, що ми говоримо з вашим розумом за допомогою Самоцвіта Душі Адама Ворлока.
- Самоцвіти Нескінченности з'являються в неосновної сюжетної лінії другого сезону Avengers Assemble. Тут представлені всього п'ять самоцвітів з шести (Самоцвіт Душі не з'являється за певних причин) і впливають на кожного, хто ними оволодіває, до тих пір, поки їх (самоцвітів) не встановлюють в Рукавичку Нескінченности. У другому сезоні Месники стикаються з різними загрозами, викликаними чотирма самоцвітами: Самоцвіт Часу, потрапивши в реактор Залізної Людини, робить Тоні Старка молодше, і викликає хвилі часу, які приносять загрози з минулого і майбутнього. Використання Самоцвіту Розуму Модоком викликає ефект обміну тілами серед Месників. Верховний Ескадрон використовує Самоцвіт Реальности для зміни історії так, щоб Месники стали лиходіями, а контроль Локі над Самоцвітом Простору майже призводить до краху Асгарда на землю. Танос вимагає самоцвіти і поміщає їх в Рукавичку Нескінченности перед тим, як піти. У серії Thanos Triumphant, Месники борються з Таносом, перемагаючи його, але Альтрон, який заволодів Арсеналом, забирає Самоцвіти Вічности, позбавляючи їх сили.

### Відеоігри

#### Серія Marvel Super Heroes
- Самоцвіти Нескінченности з'являються у відеогрі Marvel Super Heroes: War of the Gems (заснованої на сюжет коміксу Infinity Gauntlet) на приставки SNES, а також у Marvel Super Heroes для аркадних ігрових автоматів, яка потім була портована на Ѕеда Saturn і Sony PlayStation.
- Самоцвіти Нескінченности, включаючи Самоцвіт «Еґо» у формі Меча Нескінченности, з'являються у відеогрі Marvel Super Hero Squad: The Infinity Gauntlet.

#### Серія Marvel vs. Capcom
- У Marvel vs. Capcom 2: New Age of Heroes Танос використовує Самоцвіт Сили, Душі, Реальности і Простору.
- У Marvel vs. Capcom: Infinite присутні 6 самоцвітів реальности (Сили, Розуму, Душі, Космосу, Часу та Реальности). Що характерно, використовувати їх може не тільки Танос, але й інші гральні персонажі (по одному самоцвіту на команду).

##### Fortnite
У грі була введена Рукавичка Нескінченности,з допомогою якої можна було перетворитися в Таноса і грати за нього.

### Heroclix
- З січня по серпень 2012 року Wizkids представляла програму Рукавичка Нескінченности в магазинах, де проводяться турніри по Heroclix. Кожен місяць новий самоцвіт (використовуваний в даній грі) видавався в якости призу, починаючи з Рукавички Нескінченности. Після цього, кожен з'являється самоцвіт можна було додати до рукавичці, таким чином збільшуючи її міць. Самоцвіти Нескінченности можна було встановити на спеціальну підставку, яка йде разом з Рукавичкою Нескінченности, або на підставку Старійшин, з якими стикався Танос в історії Thanos Quest. Дана підставка також йде в якости призу, і може бути використана в грі як 3D-об'єкт.[джерело?]

### Різне
- Рукавичка Нескінченности була представлена в набір гральних карт Impel Marvel Universe, в грі Fleer Overpower і The Upper Deck Entertainment Heralds of Galactus, в додатковому комплекті для VS System.
- Копії Рукавички Нескінченности видавалися в якости призів на Ultimate Fighting Tournament 8, турнірі «Дорога до Evo» 2012 року.[17]
- У серіалі Парки та зони відпочинку, у серії Друга стаття, під час обструкції на міській раді Pawnee, герой Паттона Освальта посилається на Самоцвіт Реальности як засіб, здатний з'єднати всесвіт Marvel, що належить зараз Disney, і всесвіт Зоряних Воєн, як частини сюжету для сьомого фільму Зоряні Війни (Зоряні війни: Пробудження сили), знятий Дж. Дж. Абрамсом.
- Самоцвіти Нескінченности дуже схожі на Смарагди Хаосу з всесвіту Соніка. Але самоцвіти змагаються з Смарагдами.
- Самоцвіти Нескінченности разом з рукавичкою з'являлися в різних наборах настільний гри Munchkin Marvel. Гравець, що зібрав їх усі, автоматично виграє гру.

### Пародії
- В одно-годинному епізоді Reality Trip серіалу «Денні-Фантом», лиходій Фрікшоу шантажує Денні і його друзів з метою отримати «Самоцвіти Реальности» для своєї зброї, Рукавички Реальности (обидва артефакти є пародією на Самоцвіти і Рукавичку Нескінченности). Однак ця рукавичка відрізняється в довжині (до ліктя) і має тільки чотири самоцвіти замість шести.